# Uaymil
→Para el municipio y la localidad de Uayma en Yucatán, véase Uayma (municipio) y Uayma, respectivamente.
→Para la isla homónima en el litoral de Campeche, véase Isla Uaymil.

División de las jurisdicciones o cacicazgos mayas en el siglo XVI según Ralph L. Roys.

Uaymil (del idioma maya: Toponímico.), también conocida como Bakhalal, es el nombre de una de las dieciséis provincias en que se dividía la península de Yucatán a la llegada de los conquistadores españoles, en la primera mitad del siglo XVI. Según la enciclopedia Yucatán en el tiempo el nombre de Uaymil es el de un tlacuache (Opossum) que fue dado a esta extensa provincia que, sin embargo, estuvo en su mayor parte despoblada por la gran extensión de áreas pantanosas con que cuenta.
Tras la destrucción de Mayapán (1441-1461), en la Península de Yucatán, se crearon grandes rivalidades entre los mayas, y se formaron 16 jurisdicciones independientes llamadas Kuchkabal (del maya: provincia o comarca). En cada Kuchkabal había un Halach Uinik (del maya: Hombre de hecho; Hombre de mando), quien era el jefe con la máxima autoridad militar, judicial y política y que vivía en una ciudad principal considerada la capital de la jurisdicción.
No debe confundirse este territorio histórico ubicado en Quintana Roo, con el islote que contiene un sitio arqueológico maya homónimo, Uaymil, ubicado en el estado de Campeche, al norte de la isla de Jaina, en el Golfo de México.

## Datos históricos y territoriales
Colindó el cacicazgo, al norte con el de Ekab, al poniente con Cochuah y Chakán Putún y al sur con el de Chactemal. El oriente de la provincia estaba delimitado por el litoral caribeño de la Península de Yucatán, conforme al mapeo realizado por Ralph L. Roys. El territorio íntegro de Uaymil se encuentra actualmente en el estado de Quintana Roo, al norte de la capital Chetumal e incluye toda la laguna de Bacalar.
Bacalar (Bakhalal) fue un importante centro comercial que se vinculaba con una indefinida provincia de Ziancán (Sian Ka'an) y a la bahía de Chactemal, donde hoy se encuentra la ciudad capital del estado de Quintana Roo, Chetumal.
Se ha consignado que el primer europeo en recorrer la zona fue el conquistador Alonso de Ávila quien, por instrucciones de Francisco de Montejo, se adentró en el territorio de Uaymil en 1531 viniendo por un camino que conectaba Chunhuhub, capital del cacicazgo de Cochuah (hoy en el municipio de Tzucacab, Yucatán). Esta exploración reportó algunas localidades habitadas como Chablé, Mazanahua y Yuyumpetén.

## Biodiversidad
De acuerdo al Sistema Nacional de Información sobre Biodiversidad de la Comisión Nacional para el Conocimiento y Uso de la Biodiversidad (CONABIO) en el Área de Protección de Flora y Fauna Uaymil habitan más de 185 especies de plantas y animales de las cuales 8 se encuentra dentro de alguna categoría de riesgo de la Norma Oficial Mexicana NOM-059  y 1 es exótica,